# Севиријани (гностици)
Севиријани (др. рус.  сeвирьюне) - хришћански правац 2. вијека, назван по оснивачу њихових учења - Севиру (стгрч. Σευῆρός Σευηρος). 
Епифаније Кипрски сматрао је да је Севир био претходник Тацијанов, док су Евсевије Кесаријски, Теодорит Кирски, Јероним Стридонски држали да је Севир био насљедник Тацијанов. Севирово учење је један од праваца гностицизма. Према томе учењу, постоје два бога. Други бог Јалдаваот или Саваот влада над началима и властима који су створили свијет. Ђаво, змија, рођен је од другог бога. Змија је вишњом силом била низвргнута на земљу, распалила се похотом и смијешала са земљом, као са женом; и осјемењивањем њеним (тј његовим) сјеменом израсло је грожђе; гипка лоза изображава змију; бијело грожђе је као змија, а црно грожђе је попут змаја; округле бобице грожђа су попут капи отрова. Вино справљено од грожђа замагљује људске умове, изазива страствену раслабљеност, буди снажну пожуду, производи гњев, јер се тијело опија снагом вина и змајевог отрова. Из тих разлога, севиријани су се потпуно суздржавали од вина. Жена је, према учењу севиријана, дјело сатане; они који ступају у брак  извршују дјело сатанско. Севиријани су били безбрачници.  Према учењу севиријана, у мушкараца је само половину тијела, до пупка, Божија; а друга половина је ђаволска. Према Епифанију Кипарском, севиријани су се користили неким неканонским књигама, а такође дијелом и признатим књигама. Из посљедњих су бирали цитате и тумачили их сагласно своме учењу. 